# Vochysia aurifera
Vochysia aurifera es una especie de planta de flor de la familia Vochysiaceae. 
Es endémica de Honduras. Está amenazada de destrucción de hábitat.

## Fuente
- Nelson, C. 1998.  Vochysia aurifera.   2006 IUCN Lista Roja de Especies Amenazadas, bajado 24 de agosto de 2007